# Ernst Nolte
Ernst Nolte (Witten, Vestfália, 11 de janeiro de 1923 – Berlim, 18 de agosto de 2016) foi um historiador e filósofo alemão.

## Biografia
Nolte nasceu em uma família católica romana. Formado em Filosofia, foi professor emérito de História Moderna na Universidade Livre de Berlim, onde lecionou, de 1973, até sua aposentadoria, em 1991. Nolte foi professor na Universidade de Marburg, de 1965 a 1973. É mais conhecido por seu trabalho Fascismo em sua época, de 1963.
Em Freiburg, Nolte foi aluno de Martin Heidegger, de quem se tornou amigo, uma grande influência em seu pensamento. Eugen Fink foi outro professor que influenciou Nolte. Depois de 1945, quando Ernst Nolte recebeu seu bacharelado em Filosofia em Freiburg, trabalhou no Ensino Médio. Em 1952, recebeu um doutorado em Filosofia em Freiburg, por sua tese intitulada Selbstentfremdung und Dialektik im deutschen Idealismus und bei Marx, "Auto-alienação e dialética no idealismo alemão e em Marx". Suas principais referências teóricas além dos filósofos citados são Karl Marx, Max Weber e Nietzsche.

### Pensamento
Nolte, desde os anos 1960, está envolvido em controvérsias sobre a interpretação da história do fascismo e do comunismo, em estudos comparativos. Nos últimos anos, tem se dedicado ao tema "fascismo islâmico". 
O fascismo é pensado como um "antimovimento" contra o liberalismo, o socialismo, um rechaço da modernidade, uma resistência à transcendência,  tese defendida o O fascismo em sua época, 1963. 
Segundo Nolte, a Alemanha nazista foi um "reflexo" da União Soviética. Ele afirma a necessidade de se entender  as origens do fascismo na Itália, do nazismo Alemanha, além da Action Française em França, no contexto histórico dos anos 20 e 30, como resposta à revolução bolchevique.  O nazismo deve sempre ser entendido no contexto histórico, e não como um regime completamente sem sentido que eclodiu na Alemanha moderna isolado do resto da historia alemã contemporânea.
Os campos de concentração seriam uma resposta aos massacres de Stalin na Ucrânia. A orientação do regime soviético de aniquilar o inimigo, diretriz de Lênin e Stalin justificaria a ideologia nazista. O extermínio soviético de uma classe teria como resposta o "genocídio de uma raça". A "barbárie asiática" como uma ameaça contra a Alemanha. A "declaração de guerra" do líder sionista Chaim Weizmann contra a Alemanha, na carta enviada por este a Neville Chamberlain, justificaria uma ação preventiva contra os judeus, após o ato hostil  de 1933, além do medo dos judeus bolcheviques.
Nolte, em "The Three Faces of Fascism", afirma que o totalitarismo soviético adotava a política do aniquilamento ou extermínio completo do adversário e o nazismo adotou uma linha de reação de modo simétrico.
Nolte considera a ação militar dos EUA, no Vietnã, uma versão mais cruel do que o Holocausto, em "Deutschland und der kalte Krieg", "A Alemanha e a Guerra Fria", de 1974. Ele pede o fim do estigma sobre o nacionalismo alemão, diferenciando essa linha, do "nacional-socialismo" e da conjuntura da Segunda Guerra Mundial (Cfr.
"Immoral Equivalence" pp. 36–41 from The New Republic, Volume 195, Number 22, Issue 3, 750, 1 December, 1986, Charles Maier)

### Historikerstreit
Historikerstreit, 1986-1987, a "disputa dos historiadores": foi uma controvérsia intelectual e política no final de 1980, na Alemanha Ocidental, sobre os crimes da Alemanha nazista. Ernst Nolte iniciou o debate. Em 6 de junho de 1986, publicou um artigo como titulo "Vergangenheit, die nicht vergehen will", "O passado que não quer ser esquecido", no diário Frankfurter Allgemeine Zeitung, afirmando que os crimes nazistas foram uma reação aos crimes do regime soviético sob Stálin, uma reação à "barbárie asiática". O genocídio de uma classe e o holocausto, o genocídio de uma raça, como uma reação exagerada. O estudo comparativo entre estados totalitários e a reação fascista ao bolchevismo. Os intelectuais de esquerda argumentam que o fascismo não pode ser comparado aos crimes do comunismo soviético, sendo sua perversidade exclusiva.

### Crítica
Suas teses têm gerado um intenso debate na Alemanha.  Benjamin Weber lamenta a influência que um acadêmico de prestígio pode ter na juventude, ao afirmar que um regime intrinsecamente criminoso era um mero ato de defesa, uma ação preventiva contra grupos considerados inimigos da Alemanha. (Cfr.  "Shades of Revisionism: Holocaust Denial and the Conservative Call to Reinterpret German History", Benjamin B. Weber).  O revisionismo é completamente diferente de inventar, falsificar a história, deslocar a culpa do  antissemitismo alemão para os blocheviques, afirma Evans. 
Os adjetivos usados pelos adversários da  tese de Nolte a definem como falaciosa,  infame e monstruosa. Nada justifica confinar civis em condições precaríssimas, alegando que tais indivíduos podem se tonar inimigos internos. "Rever a história" não significa adulterar os fatos para tentar limpar a imagem da Alemanha. Em 1987, o historiador israelense de origem austríaca Walter Grab classificou a tese de Nolte como monstruosa, sem base nos fatos. Segundo ele, nada autoriza o entendimento da carta de Weizmann a Chamberlain, como uma declaração de guerra. Nolte ignora a pobreza e os parcos direitos civis que os judeus possuíam na Alemanha no ano de 1939, sua tese é um deboche com as vítimas,  uma infâmia, afirma. (Cfr. “German Historians And The Trivialization of Nazi Criminality” pp. 273–278 from The Australian Journal Of Politics and History, Volume 33, Issue #3, 1987 p. 274 ) 
Se Hitler fez uma campanha militar prolongada contra a URSS, ele não se sentia tão ameaçado como Nolte argumenta; sua tese, portanto, não é histórica, sustenta Eberhard Jäckel. (Cfr.  “Une Querelle D'Allemandes? La Miserable Pratique Des, 1993, pp. 77–78) 
O historiador britânico Richard J. Evans acusa Nolte de se engajar numa fantasia geopolítica.  Richard J Evans sublinha que o líder sionista não falava por todos os judeus do mundo, não podia dar uma 
ordem a todos, com se os judeus fossem uma nacionalidade a parte. (Cfr. In Hitler's shadow: West German historians and the attempt to escape from the Nazi past. Pantheon, página 38) Nem os poloneses nem os russos tiveram a intenção de exterminar o povo alemão afirma Evans.  
(Cfr. In Hitler’s Shadow, New York: Pantheon, 1989 p. 81)
O bombardeio aliado não tinha a intenção de exterminar todo o povo alemão, como propõe Nolte,  afirma o historiador americano Donald McKale. (Cfr. Hitler's Shadow War, New York: Cooper Square Press, 2002 p. 445 Richard J Evans) 
Habermas em um artigo no "Die Zeit", de 11 de julho de 1986,
critica Nolte por fazer uma apologética da era nazista, na forma de estudo da história, fechando a abertura da Alemanha para o Ocidente no pós-Guerra. 
Habermas rejeita a tentativa de Nolte de relativizar um regime absolutamente cruel e desumano. Ele também afirma que comparar o  genocídio no Camboja com a Alemanha não faz nenhum sentido, porque aquela sociedade era em termos políticos, culturais e econômicos, completamente diferente da Alemanha, um pais democrático, rico, industrializado e parte da civilização ocidental.  Richard Löwenthal nega a tese de Nolte, afirmando que, até 1941, não havia conhecimento na Alemanha do massacre de holodomor. (Cfr.  Reworking the past: Hitler, the Holocaust, and the historians' debate. p. 9, Beacon Press, Baldwin, Peter, 1990.

Segundo Hagen Schulze, Habermas não foi bem sucedido em provar a singularidade do holocausto, o seu caráter único na história, em comparação com eventos semelhantes.  (Cfr.  Die Zeit em Setembro 26, 1986, Schulze,1993, p. 94) 
Os alemães não sabiam do holocausto quando esse acontecia, foi um projeto pessoal de Hitler, afirma Nolte. (Cfr. In Hitler’s Shadow, New York: Pantheon, 1989, Evans, Richard) 

### Obras
- Der Faschismus in seiner Epoche. Action francaise. Italienischer Faschismus. Nationalsozialismus.
- Die faschistischen Bewegungen, 1966
- Die Krise des liberalen Systems und die faschistischen Bewegungen, 1968
- Sinn und Widersinn der Demokratisierung in der Universität, 1968
- Theorien über den Faschismus, editor, 1984

```
Marxismus und Industrielle Revolution, 1983
```

- Deutschland und der Kalte Krieg, 1985
- Der europäische Bürgerkrieg 1917 1945. Nationalsozialismus und Bolschewismus, 1989
- Das Vergehen der Vergangenheit. Antwort an meine Kritiker im sogenannten Historikerstreit, 1988
- Nietzsche und der Nietzscheanismus, 1990
- Geschichtsdenken im 20. Jahrhundert. Von Max Weber bis Hans Jonas, 1991
- Martin Heidegger. Politik und Geschichte im Leben und Denken, 1992
- Die Deutschen und ihre Vergangenheiten. Erinnerung und Vergessen von der Reichsgründung Bismarcks bis heute, 1995
- Feindliche Nähe: Kommunismus und Faschismus im 20. Jahrhundert. Ein Briefwechsel, avec François Furet, 1998

### Premiações
- Hanns Martin Schleyer Prize, 1985
- Konrad Adenauer Prize, 2000
- Gerhard Löwenthal Honor Award, 2011